# Catops longulus
Catops longulus är en skalbaggsart som beskrevs av Kellner 1846. Catops longulus ingår i släktet Catops, och familjen mycelbaggar. Arten är reproducerande i Sverige.